# Saint-Gonlay
Saint-Gonlay is een gemeente in het Franse departement Ille-et-Vilaine (regio Bretagne) en telt 313 inwoners (2004). De plaats maakt deel uit van het arrondissement Rennes.

## Geografie
De oppervlakte van Saint-Gonlay bedraagt 9,3 km², de bevolkingsdichtheid is 33,7 inwoners per km².
De onderstaande kaart toont de ligging van Saint-Gonlay met de belangrijkste infrastructuur en aangrenzende gemeenten.

## Demografie
Onderstaande figuur toont het verloop van het inwonertal (bron: INSEE-tellingen).

1. ↑  Populations de référence 2022.